# Spring Village (Canada)
Spring Village is een plaats in de Canadese provincie Newfoundland en Labrador. De niet-permanent bewoonde nederzetting ligt in het noorden van het eiland Newfoundland.

## Geografie
Spring Village ligt in het noordoosten van het Great Northern Peninsula, het meest noordelijke deel van Newfoundland. De kleine nederzetting is gevestigd aan het uiteinde van Little Spring Inlet, een zuidelijke en deels door MacGray Island gevormde inham van de grote Hare Bay. Spring Village ligt aan de voet van Direction Hill, een 45 meter hoge heuvel die uitkijkt over de plaats.
De plaats telt slechts een handvol gebouwen en is niet via de weg bereikbaar, al heeft Spring Village wel een kleine haven waar boten kunnen aanmeren.
Spring Village is officieel erkend als een vacated or seasonal settlement, oftewel een "verlaten of seizoensgebonden nederzetting", en heeft dus geen permanente inwoners. Het seizoensgebonden karakter van de kleine vissersplaats blijkt duidelijk uit de naam, die letterlijk "lentedorp" betekent.

### Windroos
Onderstaande afstanden zijn uitgedrukt in vogelvlucht.
| Bewoonde plaatsen in de omgeving van Spring Village | Bewoonde plaatsen in de omgeving van Spring Village | Bewoonde plaatsen in de omgeving van Spring Village | Bewoonde plaatsen in de omgeving van Spring Village | Bewoonde plaatsen in de omgeving van Spring Village |
| --------------------------------------------------- | --------------------------------------------------- | --------------------------------------------------- | --------------------------------------------------- | --------------------------------------------------- |
|                                                     |                                                     |                                                     |                                                     | Goose Cove East (18 km)                             |
|                                                     |                                                     |                                                     |                                                     |                                                     |
|                                                     |                                                     |                                                     |                                                     |                                                     |
|                                                     |                                                     |                                                     |                                                     |                                                     |
| Main Brook (11 km)                                  |                                                     |                                                     |                                                     | Grandois-St. Julien's (15 km)                       |